# Заувијек моја
Заувијек моја је поп песма црногорског бенда Но нејм, који је представљао Србију и Црну Гору на Песми Евровизије 2005. у Кијеву.
Након што је Жељко Јоксимовић освојио друго место са песмом Лане моје у Истанбулу претходне године, Но нејм је имао директан пласман у финале Песме Евровизије. Појавили су се у финалној вечери, пре Данске и после Израела. Песма је након теле-гласања добила укупно 137 поена, уз максималних 12 поена из Хрватске, Аустрије и Швајцарске, чиме је освојила 7. место и обезбедила Србији и Црној Гори директан наступ у финалу.